# ويلي ميتشيل
ويلي ميتشيل (بالإنجليزية: Willie Mitchell) (و. 1928 – 2010 م) هو منتج أسطوانات، وبواق، وقائد فرقة ‏، وموزع (موسيقى)، وموسيقي، وكاتب أغاني أمريكي، ولد في ممفيس، تينيسي، يستخدم آلات بوق، توفي في ممفيس، تينيسي، عن عمر يناهز 82 عاماً، بسبب قصور القلب.

## جوائز
حصل على جوائز منها:
- جائزة غرامي للأمناء [الإنجليزية]‏ (2008).

## روابط خارجية
- ويلي ميتشيل على موقع الموسوعة البريطانية (الإنجليزية)
- ويلي ميتشيل على موقع ميوزك برينز (الإنجليزية)
- ويلي ميتشيل على موقع أول ميوزيك (الإنجليزية)
- ويلي ميتشيل على موقع ديسكوغز (الإنجليزية)